# Thelma Payne
Thelma Payne (n. 18 iulie 1896, Salem, Oregon, SUA – d. 7 septembrie 1988, Laguna Niguel⁠(d), California, SUA) a fost o săritoare în apă ce a reprezentat Statele Unite ale Americii, medaliată olimpică. A participat la o ediție a Jocurilor Olimpice (1920) în care a câștigat o medalie de bronz.

## Participări
Lista de mai jos prezintă principalele competiții la care a participat Thelma Payne de-a lungul carierei.
- diving at the 1920 Summer Olympics – women's 3 metre springboard[*]